# Robert Pascoe
Sir Robert Alan Pascoe, KCB, MBE (* 21. Februar 1932) ist ein ehemaliger britischer Offizier und zuletzt General der British Army, der unter anderem von 1988 bis 1990 Generaladjutant des Heeres (Adjutant-General to the Forces) war. 

## Leben

### Ausbildung und Verwendungen als Offizier

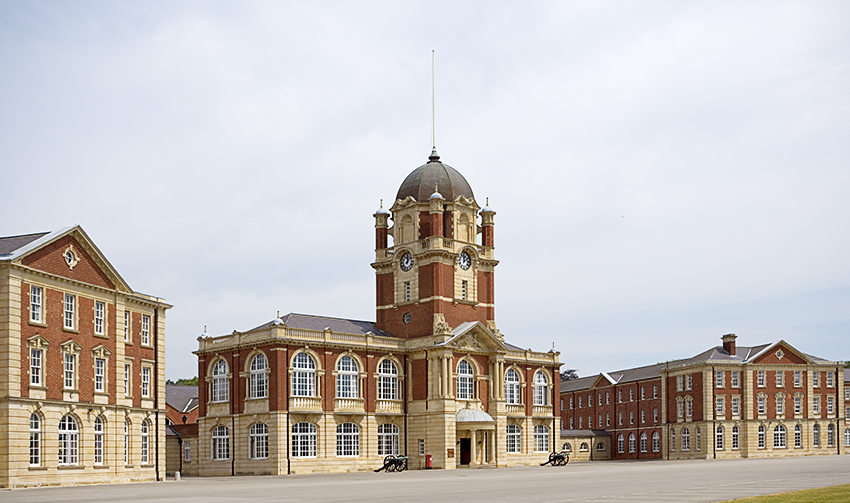
Robert Pascoe absolvierte eine Offiziersausbildung am Royal Military College Sandhurst.

Robert Alan Pascoe begann nach dem Besuch der Grammar School in Tavistock eine Offiziersausbildung am Royal Military College Sandhurst und wurde nach deren Abschluss am 1. August 1952 als Leutnant (Second Lieutenant) in das Leichte Infanterieregiment Oxfordshire and Buckinghamshire Light Infantry übernommen. Im Laufe seiner anschließenden Verwendungen in diesem Regiment wurde er am 1. August 1954 zum Oberleutnant (Lieutenant) sowie am 1. August 1958 zum Hauptmann (Captain) befördert. Nach weiteren Verwendungen wurde er in das 1st Green Jackets (43rd and 52nd)-Regiment und dort am 1. August 1965 zum Major befördert. Für seine Verdienste während der sogenannten „Konfrontasi“, ein Konflikt zwischen Indonesien und Malaysia, der von 1963 bis 1966 dauerte und durch die Gründung des Staates Malaysia 1963 ausgelöst wurde, und dem damit verbundenen Einsatz in Borneo wurde er im Kriegsbericht erwähnt (Mentioned in dispatches).
Pascoe, der am 8. Juni 1968 Mitglied des Order of the British Empire (MBE) wurde, erhielt am 30. Juni 1970 seine Beförderung zum Oberstleutnant (Lieutenant-Colonel). Er war zwischen Oktober 1971 und Juni 1974 Kommandeur des 1. Bataillons des Infanterieregiments Royal Green Jackets und wurde für seinen Einsatz während des Nordirlandkonflikts im Zeitraum vom 1. November 1973 bis zum 31. Januar 1974 abermals im Kriegsbericht erwähnt. Er wurde am 30. Juni 1974 zum Oberst (Colonel) befördert und war zwischen Dezember 1976 bis Januar 1979 Kommandeur der 24. Luftbeweglichen Brigade (24th Airportable Brigade), aus der 1977 die zur Britischen Rheinarmee BAOR (British Army of the Rhine) gehörende 5. Feldtruppe (5th Field Force) hervorging. In dieser Verwendung erfolgte zudem am 31. Dezember 1976 mit Wirkung zum 30. Juni 1976 seine Beförderung zum Brigadegeneral (Brigadier).

### Aufstieg zum General

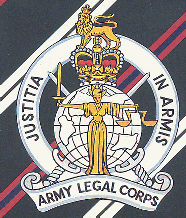
General Sir Robert Pascoe war unter anderem zwischen 1988 und 1991 Colonel Commandant des für die Militärjustiz zuständigen Army Legal Corps.

Am 29. Dezember 1980 wurde Robert Pascoe bei gleichzeitiger Verleihung des kommissarischen Rangs eines Generalmajors (Acting Major-General) Nachfolger von Generalmajor Maurice Robert Johnston im Verteidigungsministerium des Vereinigten Königreichs (Ministry of Defence) Assistierender Chef des Generalstabes des Heeres für operative Anforderungen (Assistant Chief of the General Staff (Operational Requirements)) und verblieb auf diesem Posten bis zum 7. Februar 1983, woraufhin Generalmajor Laurence New ihn ablöste. Er wurde am 24. Juni 1981 mit Wirkung zum 1. Juni 1981 zum Generalmajor (Major-General) befördert. Er wurde am 14. April 1983 Chef des Stabes der Landstreitkräfte (Chief of Staff, United Kingdom Land Forces) und bekleidete dieses Amt bis zum 18. März 1985.
Am 23. Mai 1985 erfolgte mit Rückwirkung zum 5. Januar 1985 die Beförderung von Pascoe zum Generalleutnant (Lieutenant-General). Daraufhin übernahm er am 23. Mai 1985 von Generalleutnant Sir Robert Richardson den Posten als Kommandierender General des Nordirland-Distrikts (General Officer Commanding, Northern Ireland District) und behielt diesen bis zu seiner Ablösung durch Generalleutnant Sir John Waters am 1. Juni 1988. Er war zugleich zwischen Mai 1985 und Mai 1988 Direktor der militärischen Operationen während des Nordirlandkonflikts, der sogenannten „Operation Banner“. Am 15. Juni 1985 wurde er als Knight Commander des Order of the Bath (KCB) nobilitiert, wodurch er fortan den Namenszusatz „Sir“ führte. Als Nachfolger von General Sir Roland Guy übernahm er am 1. Juli 1986 zugleich das Ehrenamt als Colonel Commandant des 1. Bataillons der Royal Green Jackets und bekleidete das Ehrenamt als Colonel Commandant bis zu seiner Ablösung durch Generalmajor John Foley am 1. Juli 1991. Des Weiteren löste er am 1. Oktober 1988 General Sir David Mostyn als Colonel Commandant des für die Militärjustiz zuständigen Army Legal Corps, des heutigen Army Legal Services Branch, ab und hatte dieses Ehrenamt bis zu seiner Ablösung durch Generalmajor Samuel Cowan am 1. Januar 1991 inne.
Generalleutnant Sir Robert Pascoe wurde am 16. Dezember 1988 ebenfalls Nachfolger von General Sir David Mostyn und übernahm von diesem den Posten als Generaladjutant des Heeres (Adjutant-General to the Forces). Er war in dieser Verwendung bis zu seiner Ablösung durch General Sir David Ramsbotham am 27. Dezember 1990 verantwortlich für die Entwicklung der Personalpolitik der Armee und die Unterstützung der Angehörigen des Heeres. Am 13. Januar 1989 wurde er ferner mit Wirkung zum 16. Juli 1988 zum General befördert. Als Nachfolger von General Sir David Mostyn wurde er ferner am 10. Februar 1989 zum Aide-de-camp General von Königin Elisabeth II. ernannt und behielt dieses Ehrenamt bis zu seiner Ablösung durch General Sir Peter Inge am 21. Februar 1991.
Am 21. Januar 1991 schied Sir Robert Pascoe aus dem aktiven Militärdienst und trat in den Ruhestand (Retired Pay List). Zuletzt war er bis zu seiner Ablösung durch General Sir Edward Jones am 1. Januar 2002 auch Ehrenoberst (Honorary Colonel) der Oxfordshire (Royal Green Jackets) Army Cadet Force.